# Meyriez
Meyriez (en alemán Merlach) es una comuna suiza del cantón de Friburgo, situada en el distrito de See a orillas del lago de Morat. Rodeada por la comuna de Murten, limita por el lago con las comunas de Greng y Haut-Vully.